# Louis Quinn
Pour les articles homonymes, voir Quinn.
Louis Quinn est un acteur américain, né le 23 mars 1915 à Chicago (Illinois), mort le 14 septembre 1988 à Los Angeles (Californie).

## Filmographie
- 1958 : Une femme marquée (Too Much, Too Soon) : Assistant
- 1958 : La Dernière Torpille (Torpedo Run) : Sub Crewman
- 1959 : High School Big Shot (en) de Joel Rapp (en) : Samuel Tallman
- 1959 : Al Capone : Joe Lorenzo
- 1960 : L'Inconnu de Las Vegas (Ocean's Eleven) : DeWolfe
- 1960 : The Crowded Sky de Joseph Pevney : Sidney Schreiber
- 1961 : Dondi : Dimmy
- 1962 : The Commies Are Coming, the Commies Are Coming : Machinist
- 1962 : Gypsy, vénus de Broadway : Cigar
- 1964 : For Those Who Think Young (en) : Gus Kestler
- 1966 : The Las Vegas Hillbillys
- 1966 : Birds Do It : Sgt. Skam
- 1971 : Welcome to the Club : Capt. Sigmus
- 1972 : Unholy Rollers : Mr. Stern
- 1973 : Superchick : Garrick
- 1974 : Slither (TV) : Seller
- 1975 : Keep Off! Keep Off!
- 1975 : Linda Lovelace for President
- 1976 : Les Hommes du président (All the President's Men) : le vendeur
- 1977 : Raid on Entebbe (TV) : Delegation Member